# シェリフ (鶴見史郎・真樹村正の漫画)
『シェリフ』は、『週刊少年マガジン』で1979年から1980年まで連載された漫画作品。
原作・鶴見史郎、漫画・真樹村正とダイナミック・プロ。単行本は「講談社コミックス」で全5巻が発売された。